# آلن مک‌اینتایر
آلن مک‌اینتایر (انگلیسی: Alan McIntyre؛ زادهٔ ۲۰ سپتامبر ۱۹۴۹) بازیکن هاکی روی چمن اهل نیوزیلند بود.
وی در مسابقات کشوری و بین‌المللی در مجموع برندهٔ ۱ مدال طلا شده‌است.